# Homme de Sangiran
L'Homme de Sangiran est le nom donné à un ensemble de fossiles attribués à l'espèce Homo erectus, découverts à partir de 1936 sur le site de Sangiran, qui borde le fleuve Solo à 15 km au nord de Surakarta, dans la province de Java central, en Indonésie.

## Historique

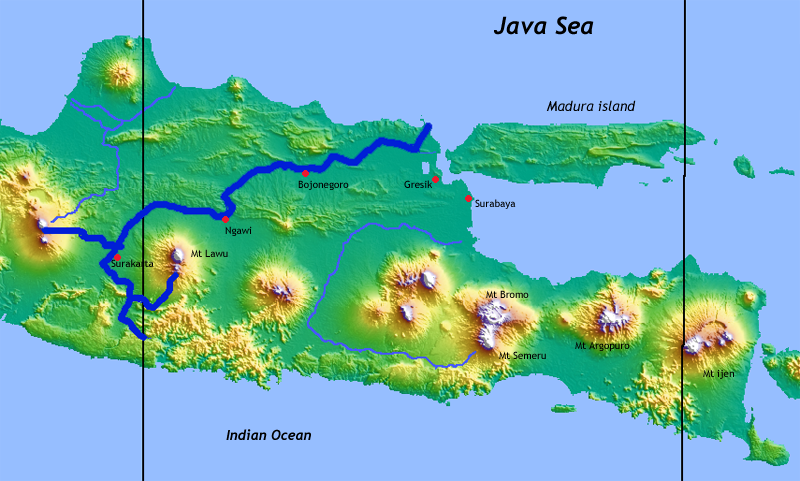
Carte topographique du fleuve Solo

En 1936, le paléoanthropologue allemand Gustav von Koenigswald commença des fouilles sur le site de Sangiran, sur l'ile de Java, et découvrit dans un premier temps trois fossiles humains, notés Sangiran 1 à 3. En 1937, il accueillit à Sangiran le médecin anatomiste allemand Franz Weidenreich, venu de Pékin jusqu'en Indonésie pour examiner les premières découvertes, notamment les calottes crâniennes Sangiran 2 et Sangiran 3. Tous deux publièrent divers travaux conjoints sur ces fossiles, les attribuant à l'espèce Pithecanthropus erectus, créée en 1894 par le médecin anatomiste néerlandais Eugène Dubois à partir de restes fossiles découverts sur le site de Trinil, situé non loin de Sangiran.
De 1936 à 1941, Gustav von Koenigswald découvrit en tout 6 fossiles d'homininés, Sangiran 1 à 6, datant d'époques différentes et montrant des caractères variés.
Les fouilles ont repris après la guerre, associant des chercheurs de différents pays à des chercheurs indonésiens. Le site a livré à ce jour plus d'une centaine de fossiles humains ou pré-humains, dont la classification demeure pour nombre d'entre eux sujette à débats. Le présent article ne couvre que les fossiles dits graciles, trouvés au-dessus de la couche Grenzbank et datés de moins de 800 ka (également appelés groupe Trinil-Sangiran).

## Stratigraphie
Le site de Sangiran est constitué d'un dôme anciennement soulevé par la tectonique et progressivement érodé par les éléments. Il est constitué de deux couches principales, la formation Sangiran (ou Pucangan, 1,34 à 0,9 Ma) et la formation Bapang (ou Kabuh, 800 à 200 ka), séparées par une couche intermédiaire épaisse de 1 à 4 m selon les endroits, datée de 900 à 800 ka et dénommée par Gustav von Koenigswald la zone Grenzbank. La datation basse de la zone Grenzbank a été confirmée début 2020 par la méthode uranium-plomb et par les traces de fission, plus fiables que d'autres méthodes précédemment employées,. La formation de Notopuro surmonte l'ensemble, à partir de 200 ka.
Les variations très complexes de la stratigraphie du site et les nombreux remaniements géologiques rendent difficiles les opérations de datation. De plus, la plupart des fossiles ont été découverts par des paysans locaux dans des circonstances stratigraphiques imprécises. Un certain nombre de fossiles anciens sont issus de la formation Sangiran, généralement trouvés vers son sommet, mais la grande majorité des fossiles ont été trouvés dans la formation Bapang.

## Morphologie
La description qui suit est principalement fondée sur le fossile Sangiran 17, le crâne le plus complet trouvé sur le site.
La voute crânienne est longue et basse, avec un os frontal pentu et un angle aigu entre les plans nucaux supérieur et inférieur. Le torus sus-orbitaire forme une barre relativement droite, particulièrement épaisse latéralement. L'os frontal porte une crête médiane et il s'épaissit près du bregma. On relève une constriction postorbitaire marquée et des lignes temporales supérieures prononcées et relativement hautes sur les côtés de la voute crânienne. La plus grande largeur du crâne se situe au niveau des crêtes susmastoïdiennes. Les os du crâne sont plus épais que chez Homo sapiens, en particulier au niveau des os pariétaux et de la base du crâne. Le torus occipital, qui sert à attacher les muscles du cou, est particulièrement prononcé.
On note un fort prognathisme facial. Les orbites sont profondes et de forme circulaire. L'ouverture nasale ne semble pas très large. Le caractère le plus notable de la face est l'os zygomatique très robuste et profond. Le bord inférieur de cet os rejoint directement la rangée de dents supérieures. Les zones très robustes d'attachement des muscles masticatoires suggèrent une adaptation à la consommation d'aliments coriaces. Pourtant, les dents supérieures sont étonnamment petites et montrent une usure occlusale minime pour un chasseur-cueilleur. La mandibule combine elle aussi une grande robustesse (os du corpus et alvéolaire), avec des dents étonnamment petites.

## Principaux fossiles
La grande majorité des fossiles humains trouvés à ce jour sont datés entre 800 et 500 ka et sont attribués à l'espèce Homo erectus. Ils sont listés ci-après avec leur site et leur date de découverte :
- Sangiran 2 (1937) : calotte crânienne[4]
- Sangiran 3 (1937) : calotte crânienne[4]
- Sangiran 10 (Tanjung, 1963) : calotte crânienne[1]
- Sangiran 12 : calotte crânienne
- Sangiran 17 (1969) : crâne assez complet, le fossile le plus complet trouvé sur le site
- Sangiran 25 : fragment crânien[5]
- Sangiran 26 : fragment crânien[5]
- Sangiran 38 : calotte crânienne
- Grogol Wetan (1993) : crâne[1]
- Bukuran (1997) : crâne[1]
- (Bapang 2001-4) : fragment de maxillaire
- (Bapang 2001-5) : fragment de maxillaire gauche

## Reconstitution
La paléoartiste française Élisabeth Daynès a sculpté une reconstitution de l'Homme de Sangiran pour le Musée de préhistoire de Jeongok, en Corée du Sud, que l'on peut voir en ligne.